# ۱۶۴ (عدد)
۱۶۴ (عدد)
۱۶۴(صد و شصت و چهار) یک عدد طبیعی است که بعد از ۱۶۳ و قبل از ۱۶۵ قرار دارد.